# باشگاه فوتبال نفت‌چاله
باشگاه فوتبال نفت‌چاله (انگلیسی: Neftchala FK) یک باشگاه فوتبال در شهر نفت‌چاله جمهوری آذربایجان است.